# Кубок Испании по футболу 1942
Кубок Испании по футболу 1942 — 38-й розыгрыш Кубка Испании по футболу выиграла Барселона. Этот кубок стал девятым в истории команды. 
Соревнование прошло в период с 26 апреля по 21 июня 1942 года.

## Результаты матчей

### 1/4 финала
| Команда 1       | Итог | Команда 2                  | 1-й матч | 2-й матч |
| --------------- | ---- | -------------------------- | -------- | -------- |
| Реал Мадрид     | 3:3  | Атлетик Бильбао            | 2:1      | 1:2      |
| Реал Вальядолид | 6:5  | Атлетик Авиасьон де Мадрид | 3:3      | 3:2      |
| Эспаньол        | 4:6  | Барселона                  | 2:3      | 2:3      |
| Гранада         | 3:6  | Валенсия                   | 3:1      | 0:5      |

- Дополнительный матч

| Команда 1   | Счёт | Команда 2       |
| ----------- | ---- | --------------- |
| Реал Мадрид | 1–2  | Атлетик Бильбао |

### 1/2 финала
| Команда 1       | Итог | Команда 2       | 1-й матч | 2-й матч |
| --------------- | ---- | --------------- | -------- | -------- |
| Валенсия        | 3:5  | Барселона       | 1:2      | 2:3      |
| Атлетик Бильбао | 6:4  | Реал Вальядолид | 6:1      | 0:3      |

### Финал
| 21 июня, 1942                      | \| Барселона \| 4:3 (овертайм) \| Атлетик Бильбао \| \| Эскола 20′, 59′ · Мартин 51′, 101′ \| Голы \| Ириондо 29′ · Элисес 79′ · Сарра 81′ \| | Чамартин, Мадрид                     |
| Барселона                          | 4:3 (овертайм) | Атлетик Бильбао                      |
| Эскола 20′, 59′ · Мартин 51′, 101′ | Голы | Ириондо 29′ · Элисес 79′ · Сарра 81′ |